# 弗罗芒塔尔·阿莱维
雅克-弗朗索瓦-弗罗芒塔尔-埃利·阿莱维（法語：Jacques-François-Fromental-Élie Halévy；1799年5月27日—1862年3月17日），犹太血统的法国作曲家。
阿莱维是法国大歌剧最重要的作曲家之一。他的歌剧内容多表现宏大场面和尖锐冲突，常带有民族解放的内涵，风格与梅耶贝尔相近似。但他的作品过于注重表面效果，因此现在已很少上演。

## 生平
阿莱维出生于巴黎的一个犹太人家庭。1809年他进入巴黎音乐学院从凯鲁比尼学习，1819年获得罗马大奖。1827年创作第一部歌剧《工匠》，1835年写出成名作《犹太女》，次年进入法兰西学会，后在巴黎音乐学院任教。他在世时名望显赫，去世后拿破仑三世甚至决定授予他的遗孀养老年金。著名作曲家比才是阿莱维的女婿。

## 外部連結
- 弗罗芒塔尔·阿莱维的免费乐谱，由国际乐谱典藏计划提供